# Oued Zehour
Oued Zehour là một đô thị thuộc tỉnh Skikda, Algérie. Dân số thời điểm năm 2002 là 6.602 người.